# AppGallery
AppGallery es una tienda para la distribución y adquisición de aplicaciones para uso en tabletas y teléfonos inteligentes, desarrollada por Huawei.  Es utilizada por 420 millones de usuarios activos en 700 millones de dispositivos, ya que viene preinstalado en todos los dispositivos móviles nuevos del paquete de Huawei. Cabe destacar que aunque App Gallery fue lanzada hace poco tiempo ya se ha logrado convertir en la tercera plataforma de adquisición de aplicaciones más grande del mundo después de App Store y Google Play.
Esta plataforma de distribución fue creada en 2011 y lanzada a nivel global en abril del año 2018 debido a las sanciones de Estados Unidos a Huawei y perdieron el acceso a los servicios móviles de Google en mayo de 2019 y desde ahí en adelante, la compañía no pudo usar los servicios de Google en sus nuevos teléfonos, especialmente el Mate 30, y comenzó a lanzar sus teléfonos usando solo AppGallery de Huawei sin los servicios de Google Play instalados. Debido a esas mismas sanciones Huawei se quedó sin un asistente virtual y para ello creó una propia (Celia).